# Bernd Meinunger
Bernd Meinunger (* 30. September 1944 in Meiningen) ist ein deutscher Liedtexter.

## Leben
Meinungers berufliche Laufbahn begann als wissenschaftlicher Mitarbeiter in der Agrarabteilung des Münchner ifo Instituts für Wirtschaftsforschung. Er ist Doktor der Agrarwissenschaften.
In Zusammenarbeit mit Ralph Siegel schuf er zahlreiche Hits wie Ein bißchen Frieden (Nicole), Dschinghis Khan (Dschinghis Khan) oder Theater (Katja Ebstein), die auch beim Eurovision Song Contest Erfolg hatten. Er hat für sehr viele deutschsprachigen Interpreten gearbeitet, beispielsweise sang Peter Maffay Meinungers bis heute erfolgreichsten Titel: So bist Du (1979). Unter Pseudonymen wie John O’Flynn, Jim Leary, O. Pinion und Gunter Johansen war er ebenfalls tätig.
Eine fruchtbare Künstlerbeziehung bestand auch zu der Sängerin und Komponistin Hanne Haller, mit der er viele Songs zusammen schrieb, darunter auch Hallers Charterfolge Samstag abend (Platz 11 der deutschen Singlecharts), Mein lieber Mann (Platz 20), Weil du ein zärtlicher Mann bist (Platz 22) und Geh nicht (Platz 23).
Auch mit dem Produzenten David Brandes war Meinunger als Texter erfolgreich. Acts wie E-Rotic und Vanilla Ninja profitierten von seinen Songtexten. Meinunger war zusammen mit Sebastian Pobot und Don Gray auch Teil des Produzententeams der Sängerin und Schauspielerin Laura Schneider, die Ende 1999 mit dem Titel Immer wieder einen Top-10-Hit landete. 2004 schrieb er für Produzent Jack White I’m in Love Again, gesungen von Ira Losco.
Beim Eurovision Song Contest 2005 war Meinunger nicht nur für den Text des deutschen Beitrages, sondern auch für den des Schweizer Beitrags Cool Vibes von Vanilla Ninja verantwortlich. Komponiert wurden beide Lieder von David Brandes. Während Cool Vibes mit einem achten Platz im Finale das beste Ergebnis für die Schweiz seit 1993 erzielen konnte, landete Run & Hide nur auf dem 24. und damit letzten Platz.
Zwischen 1989 und 2010 nahm er mit insgesamt 11 unterschiedlichen Kompositionen am Grand Prix der Volksmusik teil. Im Jahr 1986 schrieb er den Text der deutschen Version von Nella Martinettis Siegertitel Bella Musica.
Meinunger versteht sich als Handwerker, der innerhalb eines halben Tages einen Text zu einer Melodie liefert. Insgesamt schrieb er rund 5500 Titel, darunter 1000 auf Englisch.
Meinunger wohnt in Grünwald bei München. In seiner Freizeit spielt er Golf. Meinunger ist ein Schulfreund Michael Kunzes, welcher ebenfalls ein Liedtexter ist.